# Шанидар-карим-шахирская культура

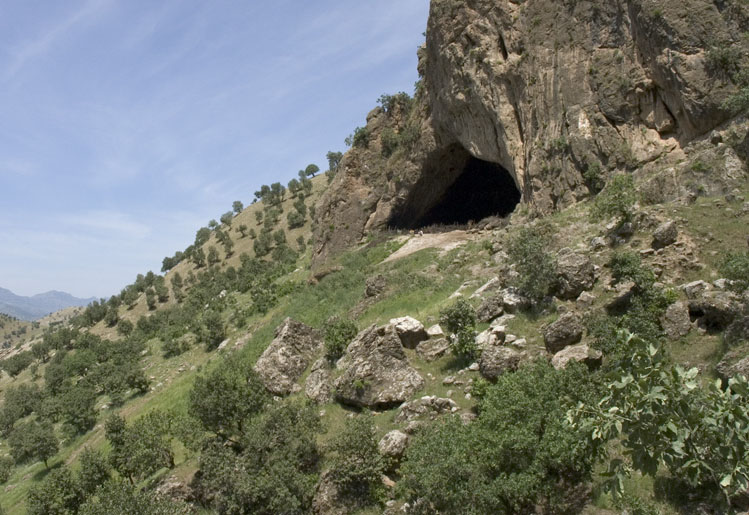
Пещера Шанидар

Шанидар-карим-шахирская культура — классическая археологическая культура эпохи протонеолита, возникшая около 9000 г. до н. э. в северо-восточном Ираке (ныне Иракский Курдистан) и существовавшая на протяжении тысячелетия. К её наиболее известным памятникам относятся пещеры Зави-Чеми, Шанидар, Карим-Шахир, М'лефаат, Гирд-Чаи.
Курдистан был одним из центров возникновения первобытного земледелия, поскольку здесь были распространены дикорастущие злаки (в основном пшеница-двузернянка) и животные, получившие в дальнейшем сельскохозяйственное значение, козы и овцы. Окультуривание растений привело к тому, что их стали выращивать и за пределами их исторической родины.
Культура, названная по двум основным памятникам — Шанидар и Карим-Шахир — является древнейшей известной культурой протонеолита, предшествующей другим культурам раннего неолита в Палестине и Анатолии. Жилища были сезонными: зимой люди жили в пещерах, летом — в круглых домах диаметром около 4 метров, сложенных из крупных камней.
Имеются свидетельства употребления в пищу злаков (ручные каменные жернова). Злаки (пшеница, ячмень), возможно, уже культивировались, однако ещё не были окончательно одомашнены (не произошли мутации, отличающие культурные злаки от дикорастущих). Территория культуры ограничивается территорией распространения данных злаков в дикой природе. Археологи обнаружили кремнёвые лезвия, серпы, молоты и клинья. Для охоты служили орудия с наконечниками в виде полумесяца или треугольника. Охотились на оленя, позднее среди дичи начинают преобладать овцы.
Около 8000 г. до н. э. протонеолит в Ираке сменяется новым этапом, ранним неолитом. Шанидар-карим-шахирскую культуру вытесняет более развитая джармская культура.